# Jimmy Jonsson
Bo Jimmy Jonsson, född 28 januari 1965, är en svensk tidigare handbollsspelare (mittsexa).
Jonsson var känd under den aktiva karriären för hans tuffa spelstil, både i anfall och försvar. Han spelade hela karriären för Eskilstunaklubben IF Guif, totalt 19 säsonger med över 400 matcher i högsta serien (bortsett från 1991/1992). Han debuterade i dåvarande allsvenskan (nuvarande Handbollsligan) 1982, 17 år gammal, och avsåg att avsluta karriären efter SM-finalerna 2001 mot Redbergslids IK. Våren 2002 gjorde han en kort comeback när Guif tvingades spela i allsvenskan för att hålla sig kvar i elitserien. På meritlistan med Guif finns två SM-silver, 1997 och 2001.
Som 20-åring var Jonsson med och tog silver vid UVM 1985. 1994 spelade han tre landskamper och gjorde sex mål för A-landslaget.

## Klubbar
- IF Guif (1982–2001, 2002)

## Meriter
- UVM-silver 1985
- Två SM-silver (1997 och 2001) med IF Guif